# Reino de Cano
O Reino de Cano (Kano) foi um dos reinos hauçás no norte do que é agora Nigéria, que remonta antes de 1000, e durou até as jiades fulas em 1805. O reino foi então substituído pelo Emirado de Cano, sujeito ao Califado de Socoto. A capital é hoje a moderna cidade de Cano, no estado de Cano. No momento em que o reino estava florescendo, a cobertura arbórea teria sido mais ampla e o solo menos degradado do que é hoje.

## História
No século VII, a colina de Dala, no Cano, foi o local de uma comunidade empenhada em trabalhar ferro. Desconhece-se se estas eram hauçás ou falantes de línguas nigero-congolesas. Algumas fontes dizem que eram caçadores-coletores hauçás conhecido como Abagaiaua que migraram de Gaia. Cano era originalmente conhecida como Dala em homenagem a colina, e foi designada como, mais tarde no final do século XV e início do XVI por fontes do Império de Bornu. A Crônica de Cano identifica Barbuxê, um sacerdote de um espírito Dala, como primeiro povoador da cidade. (Elizabeth Isichei observa que a descrição do Barbushe é semelhante aos dos saôs.)
De acordo com registro na crônica de Cano, Bagauda, um neto do herói mítico Baiajida, tornou-se o primeiro rei em 999, reinando até 1063. Seu neto Gijimasu (r. 1095–1134), o terceiro rei, começou a construir muros da cidade no sopé da colina Dala, e o filho de Gijimasu, Tsaraqui (r. 1136–1194), o quinto rei, completou-os durante o seu reinado.
A família Bagauda progressivamente estendeu o reino através da conquista de comunidades vizinhas. Eles criaram vários sub-governantes, com títulos que começam com "Dã", dos quais o mais importante foi "Dã Iá".

## Dinastia Rumfa
Alguns historiadores consideram que Maomé Runfa (r. 1463–1499) era um membro da família Bagauda, enquanto outros consideram que era um invasor, desde que foi chamado Balarabã Sarqui (Balaraban Sarki), o rei árabe. Durante seu reinado, reformou a cidade, expandiu o Gidã Runfa (Palácio do Emir), e desempenhou um papel importante na islamização da cidade, pedindo mais incisivamente que os citadinos se convertessem. A Crônica de Cano, atribui um total de doze "inovações" para Rumfa.